# Iván Miranda
Iván Miranda (Lima, 8 marzo 1980) è un ex tennista peruviano.

## Carriera
In carriera ha raggiunto in singolare la 104ª posizione della classifica ATP, mentre in doppio ha raggiunto il 206º posto.
In Coppa Davis ha disputato un totale di 61 partite, collezionando 27 vittorie e 34 sconfitte. Per la sua dedizione nel rappresentare il proprio Paese nella competizione è stato insignito del Commitment Award.